# Провиденс
Провиденс (енгл. Providence) главни и највећи је град америчке савезне државе Роуд Ајланд. По попису становништва из 2020. у њему је живело 190.934 становника.

## Географија
Провиденс се налази на надморској висини од 23 m.

## Демографија
Према попису становништва из 2010. у граду је живело 178.042 становника, што је 4.424 (2,5%) становника више него 2000. године.
|                   | 2010.            | 2000.            |
| Укупно            | 178 042 (100,0%) | 173 618 (100,0%) |
| Хиспаноамериканци | 67 835 (38,10%)  | 52 146 (30,03%)  |
| Белци             | 66 910 (37,58%)  | 79 451 (45,76%)  |
| Афроамериканци    | 28 557 (16,04%)  | 25 243 (14,54%)  |
| Азијати           | 11 380 (6,392%)  | 10 432 (6,009%)  |
| Остали            | 3 360 (1,887%)   | 6 346 (3,655%)   |

## Партнерски градови
- Фиренца
- Пном Пен
- Кијев
- Афула
- Кременчуг